# Közhasznú társaság
A közhasznú társaság (Kht.) közhasznú tevékenységet rendszeresen végző jogi személy. Közhasznú tevékenység a társadalom közös szükségleteinek kielégítését nyereség- és vagyonszerzési cél nélkül szolgáló tevékenység. A közhasznú társaság üzletszerű gazdasági tevékenységet a közhasznú tevékenység elősegítése érdekében folytathat; a társaság tevékenységéből származó nyereség nem osztható fel a tagok között.

## Alapítása

### Önálló alapítás
Az alapítás során a társasági szerződésben meg kell határozni a közhasznú társaság által végzett közhasznú tevékenységet és az általa folytatott üzletszerű gazdasági tevékenységet.

### Átalakulással
Közhasznú társaság alapítható úgy is, hogy az egyes jogi személyek vállalata, illetve a gazdasági társaság közhasznú társasággá alakul át. Ebben az esetben a közhasznú társaság válik az egyes jogi személyek vállalata, illetve a gazdasági társaság jogutódjává.
A közhasznú társaság a cégjegyzékbe való bejegyzéssel, a bejegyzés napjával jön létre.
Az elnevezést – vagy annak „kht.” rövidítését – a társaság cégnevében fel kell tüntetni.

## Szervezete

### Taggyűlés
A közhasznú társaság taggyűlésének kizárólagos hatáskörébe tartozik az olyan szerződés jóváhagyása, amelyet a társaság a társadalmi közös szükséglet kielégítéséért felelős szervvel köt a közhasznú tevékenység folytatásának feltételeiről.

### Felügyelő bizottság
A közhasznú társaságnál felügyelő bizottság létrehozása és könyvvizsgáló választása kötelező. Ha a felügyelő bizottság a közhasznú tevékenység folytatásának feltételeiről kötött szerződés megszegését észleli, köteles haladéktalanul összehívni a közhasznú társaság taggyűlését.

## Megszűnése
Közhasznú társaság gazdasági társasággá nem alakulhat át, csak 
- közhasznú társasággal egyesülhet
- közhasznú társaságokká válhat szét.

A cégbíróság a közhasznú társaságot – megszűnése esetén – törli a cégjegyzékből, a társaság a törléssel szűnik meg.
Közhasznú társaság jogutód nélkül történő megszűnése esetén a társaság tagjai részére a tartozások kiegyenlítését követően csak a törzsbetétjeik alapításkori értéke adható ki, az ezt meghaladóan megmaradó vagyont közhasznú célra kell fordítani. (például törzsbetétek alapításkori értéke 50 000 Ft, megszűnés idején 100 000 Ft-ja van a kht-nak = csak 50 000-et kell visszaadni, a maradék 50 000 Ft-ot közhasznú célra kell fordítani.

## A 2006-os, gazdasági társaságokról szóló törvény hatása a közhasznú társaságokra
A 2006. évi IV. tv. szerint 2007. július 1. után közhasznú társaság nem alapítható. A 2007. július 1-jén a cégnyilvántartásba bejegyzett vagy bejegyzés alatt álló közhasznú társaság 2009. június 30-ig a közhasznú társaságokra irányadó, fent részletezett szabályok szerint működhet tovább.
A közhasznú társaság 2007. július 1-jét követő két éven belül 
- társasági szerződése módosításával nonprofit korlátolt felelősségű társaságként működhet tovább,
- más nonprofit gazdasági társasággá alakulhat át, vagy
- jogutód nélküli megszűnését határozhatja el.

Amennyiben nem alakul át, nem szűnik meg 2009. június 30-ig, akkor a cégbíróság a társasággal szemben törvényességi felügyeleti intézkedést alkalmaz, tehát megszünteti.